# Vergewaltigungsmythos
Der Begriff Vergewaltigungsmythos (engl. rape myth) bezeichnet die Bagatellisierung sexualisierter Gewalt. Anhänger des Mythos glauben, dass Vergewaltigungsopfer von Natur aus oder auch freiwillig vom Täter überwältigt werden wollen und damit eine Vergewaltigung als Gewaltdelikt gar nicht existieren könne. Damit entschuldigt der Mythos die Täter und beschuldigt die Opfer (Täter-Opfer-Umkehr).
Die Akzeptanz von Vergewaltigungsmythen hängt stark mit frauenverachtenden Einstellungen zusammen.

## Definition und Begriffsgeschichte
Der Begriff wurde 1980 von der amerikanischen Sozialpsychologin Martha R. Burt geprägt. In ihrer Originalpublikation definierte sie ihn als „vorurteilsbehaftete, stereotype oder falsche Auffassungen über Vergewaltigung, Vergewaltigungsopfer und Vergewaltiger“. Das bedeutet nach Gerd Bohner „deskriptive oder präskriptive Überzeugungen über Vergewaltigung (d. h. über Ursachen, Kontext, Folgen, Täter, Opfer und deren Indikation), die dazu dienen, sexuelle Gewalt von Männern gegen Frauen zu leugnen, zu verharmlosen oder zu rechtfertigen“.

## Gesellschaftlicher Ursprung
Vergewaltigungsmythen basieren auf einem gesellschaftlich etablierten Verständnis einer unterschiedlichen männlichen und weiblichen Sexualität. Männern wird nach diesem Verständnis Triebhaftigkeit unterstellt und Frauen die Verpflichtung der Kontrolle eigener und männlicher sexueller Aktivität auferlegt. Vergewaltigungsmythen sind also sozial etablierte Meinungen zu Vergewaltigungsdelikten, die auf soziokulturell tradierte moralische Normvorstellungen, auf biologisch-deterministische Menschenbilder oder auf rechtsinadäquate Vorstellungen zurückzuführen sind. Gestützt wurden diese Vorstellungen in der Vergangenheit durch wissenschaftliche Untersuchungen damaligen Erkenntnisstands. Der Psychoanalytiker Sigmund Freud beispielsweise sprach Frauen eine „latente masochistische Tendenz“ zu und sah bei der Sexualität von Männern „eine Beimischung von Aggression, von Neigung zur Überwältigung, deren biologische Bedeutung in der Notwendigkeit liegen dürfte, den Widerstand des Sexualobjekts noch anders als durch Werbung zu überwinden“.

## Nährende Annahmen
Vergewaltigungsmythen stützen sich auf mehrere teilweise statistisch widerlegte Annahmen:
- Frauen wollten eigentlich vergewaltigt werden; sie genössen die Vergewaltigung: Eine Frau, die ‚Nein‘ sage, meine dies nicht ernst.[7]
- Eine Frau könne, rein anatomisch gesehen, nicht gegen ihren Willen vergewaltigt werden; also könnten nur Frauen vergewaltigt werden, die ‚mitspielen‘.[7]
- Frauen beschuldigten besonders dann einen Mann zu Unrecht einer Vergewaltigung, wenn er ihnen nicht genügend zugeneigt sei.[7]
- Männer, die eine Vergewaltigung begingen, seien krank oder sexuell ausgehungert oder aus anderen Gründen besonders triebstark.[7]
- Sexueller Missbrauch sei ein Ausnahmegeschehen und als solches selten.[6]
- Der Täter sei in irgendeiner Weise krank oder gestört.[6]
- Der Täter stamme aus sozialen Kreisen, von denen ‚so etwas‘ ja zu erwarten sei.[6]
- Kinder und Jugendliche wollten sexuelle Kontakte mit Erwachsenen und verhielten sich verführerisch oder zumindest leichtsinnig.[6]
- Die Opfer seien immer weiblich, die Täter immer männlich.

## Akzeptanz von Vergewaltigungsmythen
Mythen über sexuelle Gewalt werden von Männern und Frauen akzeptiert; von Männern jedoch häufiger. Gerd Bohner entdeckte einen kausalen Zusammenhang zwischen der Akzeptanz von Vergewaltigungsmythen und der selbst berichteten Vergewaltigungsneigung von Männern.

## Folgen
Vergewaltigungsmythen verharmlosen das Ausmaß sexueller Gewalt und ihrer Folgen, negieren die Tat selbst, entschuldigen das Verhalten des Täters und beschuldigen das Opfer, sich nicht den sozialen Normen entsprechend verhalten zu haben. Sie zielen darauf ab, die Integrität des Opfers aufzuheben und sexuelle Gewalthandlungen zu legitimieren. Vergewaltigungsmythen können dem Geschädigten somit sogar die Schuld an der Vergewaltigung zuschreiben. In diesem Zusammenhang wird auch der Begriff Rape Culture verwendet. Die Existenz der Mythen vermindert zudem die Glaubwürdigkeit der Opfer in der Justiz.